# Jauhen Bjalassin

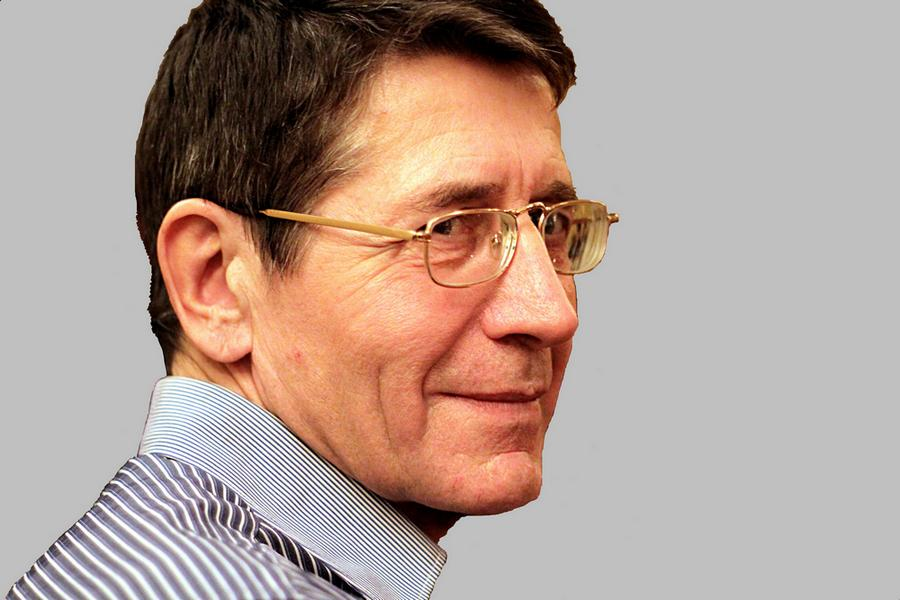
Jauhen Bjalassin

Jauhen Aljaxandrawitsch Bjalassin (belarussisch Яўген Аляксандравіч Бяласін, * 9. Juni 1954 in Hrodna; † 10. März 2022) war ein belarussischer Germanist, Übersetzer und Journalist.

## Leben
Bjalassin wurde am 9. Juni 1954 im Dorf Grynjawitschy, Bezirk Swislatsch, Gebiet Hrodna der BSSR geboren. Er absolvierte das Minsker pädagogische Institut für Fremdsprachen (1975). Von 1979 bis 2001 war er Lehrer für Fremdsprachen und Literatur am Brester Staatlichen pädagogischen Institut (später Universität). Bjalassin ist der erste Lehrer der Fakultät für Fremdsprachen der Brester Staatlichen Universität (1994). In den 1990er bis 2000er Jahren war er Direktor der Brester Filiale des Belarussischen humanitären Zentrums für Ausbildung und Kultur. Ab 2001 hatte Bjalassin aufgrund seiner politischen Aktivitäten ein Berufsverbot und war seitdem freischaffend als Germanist, Journalist und Dichter tätig. Er übersetzte aus dem Englischen, aus dem Polnischen sowie aus anderen Sprachen ins Deutsche.

## Bibliographie
- Friedrich Schiller. Der Handschuh. Übersetzung ins Belarussische. // Schiller F. Gedichte und Balladen. Dramen. Mensk, Mastazkaja Litaratura, 1993. (Фрыдрых Шылер. Пальчатка. // Шылер Ф. Вершы і баляды. Драмы. Менск, Мастацкая літаратура, 1993).
- Stig Dagerman. Ein Kind töten. Übersetzung ins Belarussische. // «Krynytza», №7, 1994 (Стыг Дагэрман(en). Забіць дзіця. // «Крыніца», №7, 1994).
- Wolfgang Borchert. Erzählungen. Übersetzung ins Belarussische. // «Krynytza», №2, 1996 (Вольфганг Борхэрт(de). Апавяданьні. // «Крыніца», №2, 1996).
- Peter Handke. Hornissen. Übersetzung ins Belarussische. // ARCHE, №4, 1999 (Пэтэр Гандкэ. Шэршні. // ARCHE, №4, 1999).
- Peter Sloterdijk. Zur Welt kommen, Zur Sprache kommen. Frankfurter Vorlesungen Übersetzung ins Belarussische. // ARCHE, №2, 2005 (Пэтэр Сьлётэрдайк(de). Прыйсьці на сьвет, прыйсьці да мовы. Франкфурцкія лекцыі. // ARCHE, №2, 2005).
- Sigmund Freud. Unbehagen in der Kultur. Übersetzung ins Belarussische. Mensk, „Enzyklopädix“, 2001 (Зыгмунд Фройд. „Дыскамфорт ад культуры“. Менск: Энцыклапедыкс, 2001).
- Sebastian Haffner. Geschichte eines Deutschen. Erinnerungen 1914–1933. Übersetzung ins Belarussische. Mensk, 2006 (Сэбаст’ян Гафнэр(en). Гісторыя аднаго немца. Успаміны 1914–1933. Менск, 2006).
- Charles Dickens. Oliver Twist. Übersetzung ins Belarussische. Mensk, Haliafy, 2010 (Чарлз Дыкэнс. Олівэр Тўіст Менск: Галіяфы, 2010).
- Kurze Grammatik der deutschen Sprache (Mitautor mit L. Barschcheuski). Mensk, Radiola-plus, 2012. (Кароткая граматыка нямецкай мовы (у суаўтарстве з Л. Баршчэўскім). Менск: Радыёла-плюс, 2012).
- Heinrich Heine. „Über Polen“. Übersetzung ins Belarussische. Berasce, 2013 (Гайнрых Гайнэ. «Пра Польшчу» (пераклад зь нямецкай)). Берасьце, 2013;
- „Unterirdische Gänge in Brest, der Brester Festung und…“ Journalistische Erforschung mit Elementen der Existenzliteratur. Brest, „Polygraphika“, 2014 («Подземелья Бреста, крепости и…» Журналистское исследование с элементами литературы существования. Брест: Полиграфика, 2014).
- Ales Rasanau. „So dachte ich mir Flügel aus – hier sind sie“. Ein Zweisprachenbuch. (aus dem Belarussischen ins Deutsche, als Mitübersetzer). Lohwinau, Vilnja, 2014
- Immanuel Kant. „Was ist Aufklärung?“. Übersetzung ins Belarussische. (Імануэль Кант, «Што такое Асьвета?» (крэда Асьветніцтва)).

Jauhen Bjalassin ist bekannt als Essayist, Autor von Hunderten von publizistischen und literaturkritischen Artikeln. Hier sind einige der bedeutendsten:
- „Der Brief an einen deutschen Bekannten“ (belarussisch, Ліст да нямецкага знаёмага)[2]
- „Über das Nichtentsprechende“ (belarussisch, Пра неадэкватнасць)[3]
- „Belarus als das Land des aufgebauten Kommunismus“ (belarussisch, Беларусь як краіна пабудаванага камунізму)[4]
- „Ich bin ein Nichtrusse“ (belarussisch, Я нярускі)[5]
- „Er fasst alles in sich, oder Hat sich Ales Rasanau des Akynprinzips enthalten?“ (belarussisch, Ён усё ўмяшчае, або Ці ўстрымаўся Алесь Разанаў ад прынцыпа акына?)[6]
- „Geheimnisse des Unterirdischen. Wohin führen die Brester Tunnel?“ (russisch, Тайны подземелья. Куда ведут брестские тоннели?)[7]
- „Unterirdisches Brest-7 – Durchbruch“ (russisch, Подземелья Бреста-7: прорыв)[8]
- „Gibt es denn bei uns Literatur?“ (russisch, А разве у нас есть литература?)[9]
- „Ist denn der Atom so friedlich?“ (belarussisch, Ці такі ўжо мірны атам?)[10]
- „Sowieso gehen wir auf das Belarussische über“ (belarussisch, Усё роўна пяройдзем на беларускую мову)[11]
- „Zu Fuß und ohne Visum“ (belarussisch, Пешшу і без візы)[12]
- „Belarus schiebt Agrostädte nach Europa“ (belarussisch, Беларусь прасоўвае ў Еўропу аграгарадкі)[13]